# Pauline Fourès
Pauline Fourès dite la Bellilote, née Bellisle le 15 mars 1778 à Pamiers et morte le 18 mars 1869 à Paris 8e, est una dame qui connaitra et épousera divers militaires et hommes d'État français. Elle est connue pour avoir été la maîtresse de Napoléon Bonaparte.

## Biographie
Pauline Bellisle est la fille de Henri Jacques Clément Bellisle, horloger, et de Marguerite Pauline Barandon. Pauline, surnommée « Bellilote » par les Carcassonnais, apprend son métier chez Elisabeth Fourès. A Carcassonne, elle réside dans la paroisse Saint-Vincent - le quartier de son futur époux - et travaille comme apprentie modiste. Là, elle rencontre Jean-Noël Fourès né le 8 octobre 1769 à Carcassonne, fils de Philippe Fourès (Marchand détaillant) et de Catherine Biroben. Le jeune lieutenant du 22e chasseurs à cheval s'était retiré dans sa famille, après une vilaine blessure contractée pendant la campagne d'Espagne. Malgré le désaccord de ses parents, Jean-Noël Fourès épouse Pauline Bellile le 8 pluviôse An VI (27 janvier 1798). 
Pauline suivra son nouveau mari jusqu' Égypte. Elle échappe de peu à la mort lors de la révolte du Caire le 21 octobre 1798. Le 1er décembre 1798, elle rencontre Napoléon Bonaparte et devient sa maîtresse durant la campagne. Elle se console dans les bras de Kléber après le retour de Napoléon en France. 
Pauline revient néanmoins en France en 1799, elle gagne Paris mais ne peut approcher le Premier consul. Elle se remarie avec Pierre Henri de Ranchoux, nommé vice-consul à Santander, puis consul en Suède en 1810. 
Après une rencontre avec l'empereur, elle divorce à nouveau et se « remarie » avec Jean Auguste Bellard, capitaine de la Garde impériale. Après un séjour au Brésil où le couple fait fortune dans le commerce des bois exotiques, elle revient à Paris en 1837, où elle vit confortablement. Musicienne, elle peint et collectionne les tableaux, et mène une existence paisible jusqu'à la fin de sa vie. 
Pauline Fourès s'exerce en peinture, musicienne et écrivaine. Elle a écrit un premier roman Lord Wentworth en 1813, puis Aloize de Mespres en 1814, qui auront un certain succès. 
Elle est inhumée au cimetière du Père-Lachaise (26e division).

## Dans la littérature
Stefan Zweig, dans Un caprice de Bonaparte (pièce de théâtre), décrit comment le général Bonaparte rencontra Bellilote, l'épouse du lieutenant Fourès, puis comment il utilisa son autorité de commandant de l'armée d'Égypte puis de premier consul pour éloigner puis faire taire le lieutenant Fourès.
Cette pièce est une nouvelle occasion pour Stefan Zweig de revenir sur les relations ambiguës entre Bonaparte et son ministre de la Police, Joseph Fouché.

## Sources partielles
- De Bonaparte à l'Empereur, Éditions Atlas DP, 2004
- Un portrait de Pauline Fourès dans le livre : Hubert Delobette, Femmes d'exception en Languedoc-Roussillon, Le Papillon rouge Éditeur, 2010  (ISBN 978-2-917875-13-1)
- Marcel Dupont, Pauline Fourès : une maîtresse de Napoléon, Hachette, 1942
- Roger Régis, Pauline Fourès dite « Bellilote » maîtresse de Bonaparte en Égypte, coll. « Les Grandes favorites », 1946